# Andreas Lindström (ishockeyspelare född 1982)
Carl Andreas Lindström, född 1 september 1982 i Nederluleå församling i Luleå, är en svensk före detta professionell ishockeyspelare (forward).
Han fick smeknamnet "Boston" efter att han hade blivit vald av Boston Bruins i NHL-draften 2000, men han spelade aldrig för Boston Bruins i National Hockey League.